# The Doctor of Myddfai
The Doctor of Myddfai (Doktorn av Myddfai) är en engelsk opera i två akter med musik av Peter Maxwell Davies och libretto av David Pountney efter den walesiska legenden om Damen i sjön.

## Historia
Operan var ett beställningsverk för att fira 50-årsjubileet av Welsh National Opera. Librettot berör samtida händelser i Storbritannien under 1990-talet: miljöförstöring, misstron mot statligt överstyre, begränsningar av konventionell läkemedel och ett nytt intresse för alternativmedicin. Höjdpunkten i varje akt är mötet mellan Doktorn och Härskaren, och grunden till musiken är två hymner som sjungs på walesiska i början av akterna. Operan hade premiär den 10 juli 1996 på New Theatre i Cardiff.

## Personer
- Doktorn (hög baryton)
- Barnet, en 12-årig flicka (sopran)
- Härskaren (bas)
- Förste Ämbetsman (mezzosopran)
- Andra Ämbetsman (kontraalt)
- Tredje Ämbetsman, säkerhetsofficer (hög sopran)
- 10 ministrar, representerande 10 zoner (2 sopraner, 3 mezzosopraner, 2 tenorer, 3 basar)
- 2 vaktmästare (tenor och baryton)
- 3 flickor (sopran, mezzosopran och kontraalt)

## Handling
I en nära framtid i den walesiska staden Myddfai.
Det var en gång tre systrar från sjön. En herde blev förälskad i den ena. Hon gick med på hans frieri på villkoret att om han slog henne tre gånger skulle hon återvända till sjön och ta med sig alla de rikedomar och gåvor som hon hade givit honom. När han hade slagit henne för tredje gången gav hon sig av med alla gåvor, men efterlämnade läkedomens helande kraft till herden och hans ättlingar. De blev "the Doctors of Myddfai".
Akt I
Doktorn berättar legenden för sitt barn men han är också sysselsatt med en ny, obotlig sjukdom som hemsöker landet och som myndigheterna vägrar att erkänna vetskap om. Den som blir slagen av regnet utvecklar ett hemskt blåmärke som snart täcker hela kroppen. I sin förtvivlan samlas de sjuka vid sjön. Doktorn upptäcker att han har ärvt den magiska läkedomskonsten och beger sig till Härskaren för att erbjuda sina tjänster, men de ignoreras. Men Härskaren är skakad över besöket och tillkallar en fallen kvinna som tröst. Men hon visar sig vara Doktorn och efter ett stormigt möte slår hon Härskaren. Det regnar och Härskaren är nu smittad.
Akt II
Härskaren har försvunnit och den nya regeringen sammanträder. De avbryts tre gånger, sista gången av Doktorn och Härskaren som begär att få komma till sjön för att bli botad. Vid sjön trampas Doktorn ihjäl av desperata människor i kampen om ett botemedel. Barnet tar befälet, ger order till Härskaren att vada ut i sjön varpå hon blir den nya Doktorn av Myddfai.